# Bristol 405
Bristol 405 – samochód sportowy produkowany przez firmę Bristol Cars w latach 1953–1957. Wyposażony był on w nadwozie typu sedan. Samochód był napędzany przez silnik o pojemności 2,0 l. Wyprodukowano łącznie około 300 egzemplarzy tego modelu.

## Dane techniczne
- Silnik: R6 2,0 l (1971 cm³)[1]
- Układ zasilania: trzy opadowe gaźniki SOLEX 32 BL
- Średnica × skok tłoka: 66 × 96
- Stopień sprężania: 8,5
- Moc maksymalna: 107 KM (78,3 kW)[1] przy 5000 obr./min
- Maksymalny moment obrotowy: 15,5 mkG przy 3750 obr./min
- Prędkość maksymalna: 160 km/godz.